# Marçà
|  | No s'ha de confondre amb Marzà. |

Marçà és un municipi de la comarca del Priorat, situat al sud de la comarca. Queda just al sud del cap de comarca, Falset, i, a més està envoltat pels termes municipals de Pradell de la Teixeta, Colldejou (que pertany al Baix Camp), a l'est, Capçanes i els Guiamets al sud, i el Masroig a l'oest.

## Etimologia
Mart era el déu romà de la guerra, i del seu nom deriven tot de noms en català, tant propis com comuns; per exemple: marcial, Martí, Marcià (nom de persona)...
Marçà molt probablement és una evolució d'aquest darrer, precisament. Apareix documentat, amb la forma semillatina de Marçan, ja al segle xii.
El nom del turó que personalitza Marçà, la Miloquera, pren el nom de la miloca, una espècie de mussol de muntanya, que actualment gairebé només es troba al Pirineu. Aquesta au nocturna devia ser molt abundosa altre temps en aquest turó, i la presència d'aquests animals, una realitat molt viva per als marçalencs, que eren ben bé a sota de l'hàbitat de les miloques.

## Geografia
- Llista de topònims de Marçà (Orografia: muntanyes, serres, collades, indrets..; hidrografia: rius, fonts...; edificis: cases, masies, esglésies, etc).

Termes municipals limítrofs:
|              | Falset   | Pradell de la Teixeta |
| El Masroig   |          |                       |
| Els Guiamets | Capçanes | Colldejou (Baix Camp) |

El terme municipal, amb una extensió de 16,08 km², no és gaire accidentat. En efecte, la major part del terme és pla, entre els 200 i els 300 metres d'altitud, però té algunes elevacions destacables. A l'extrem nord-oest hi ha el Collroig i el Coll de la Falsetana, de 343 i 329 metres, respectivament, i al sud-oest, la costa que puja cap a la Fosseta, de 305, i just al sud del poble hi ha la Miloquera, on hi havia hagut el castell de Marçà, de 399 m d'alt. L'únic sector que es pot considerar muntanyós el formen els contraforts nord-occidentals de la Serra de Llaberia i de la Mola de Colldejou. Es tracta de la Cresta d'en Gall, contrafort de l'Enderrocada (de 762 m d'alt), que dins del terme de Marçà arriba als 700 metres, just al sud-est del terme, i de la Muntanya de les Soleies, a llevant, de 551 m d'alt.

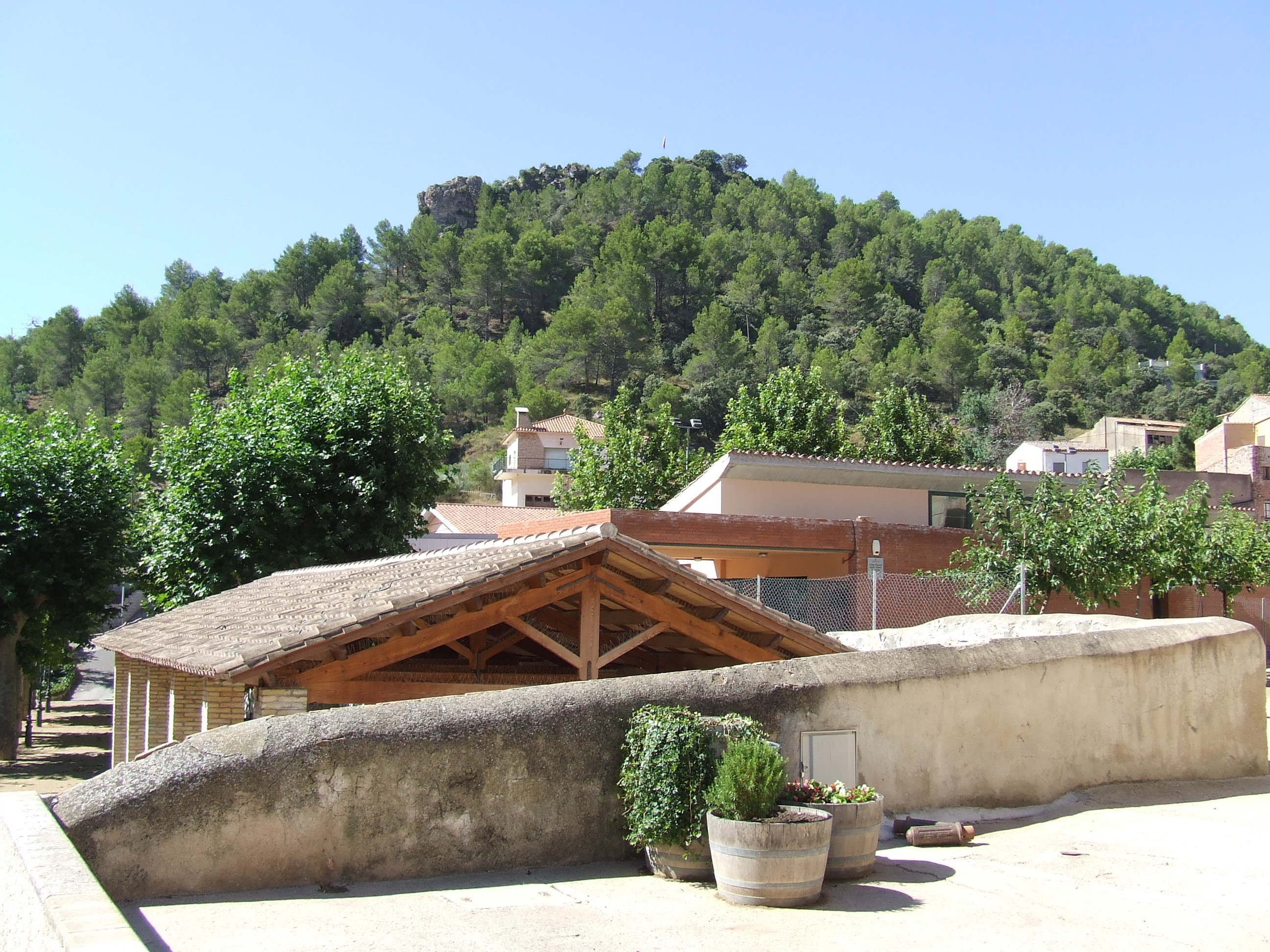
La Miloquera des de Marçà

És drenat per la Riera de Marçà, afluent de capçalera de la Riera de Capçanes, que neix a la Serra de l'Argentera. Aquesta riera té tot de barrancs subsidiaris, però només val la pena destacar el Barranc dels Marmellans, afluent del Riu Siurana, que travessa tot el terme de Marçà paral·lel pel nord-oest a la riera principal. Aquest barranc té l'origen en el Barrancs de les Pedrenyeres, que rep en el seu origen el del Xato. Pel costat de la Riera de Marçà, a llevant del poble, només hi ha de destacable el Barranc dels Ribassos, que també travessa de nord-est a sud-oest bona part del terme, venint des de prop de Falset.
El poble, a 315 m. d'altitud, es troba al peu del turó de la Miloquera, lloc on de fet s'originà. La seva privilegiada ubicació dins la comarca, permet desplaçar-se en poc temps a Falset (5 min.), a Móra d'Ebre (10 min.), a Reus (30 min.), a Tarragona (45 min), a Lleida (60 min) i a la costa (30 min.).

## Declaració d'independència
El 10 de setembre del 2012, Marçà es declara Territori Català Lliure

## El poble
| Entitat de població | Habitants (2024) |
| Marçà               | 516              |
| les Comes           | 69               |
| el Verinxell        | 14               |
| Font: Idescat       |                  |

Tercera població del Priorat en nombre d'habitants i segona en activitat econòmica, Marçà se situa al pla, al peu d'un turó, anomenat la Miloquera, damunt del qual hi hagué un castell i la població antiga, habitada des de temps prehistòrics.
A part del poble, hi ha dues agrupacions de masos de certa importància: el Verinxell, o els Verinxells (el Mas Gran, el Maset, etc.), que és tot el sector nord-oest del municipi, i les Comes (Mas dels Àsens, Mas d'en Robert Querol, etc.), al nord-est. Les Comes és un territori i agrupació de masos situat al nord-est del terme municipal de Marçà. Hi pertanyen alguns masos marçalencs de relleu, com el Mas dels Àsens, el Mas d'en Robert Querol, i d'altres. Caldria afegir-hi la zona est del terme, amb masos importants com el Mas d'en Crusat, la Masia els Pins i el Mas del Molí Paperer, al costat de l'antic molí, en desús des de fa molt de temps. Alguns d'ells, el d'en Crusat i el dels Àsens, de prou importància a l'edat moderna per tenir capella pròpia, dedicada, respectivament, a Sant Marià i a la Immaculada.

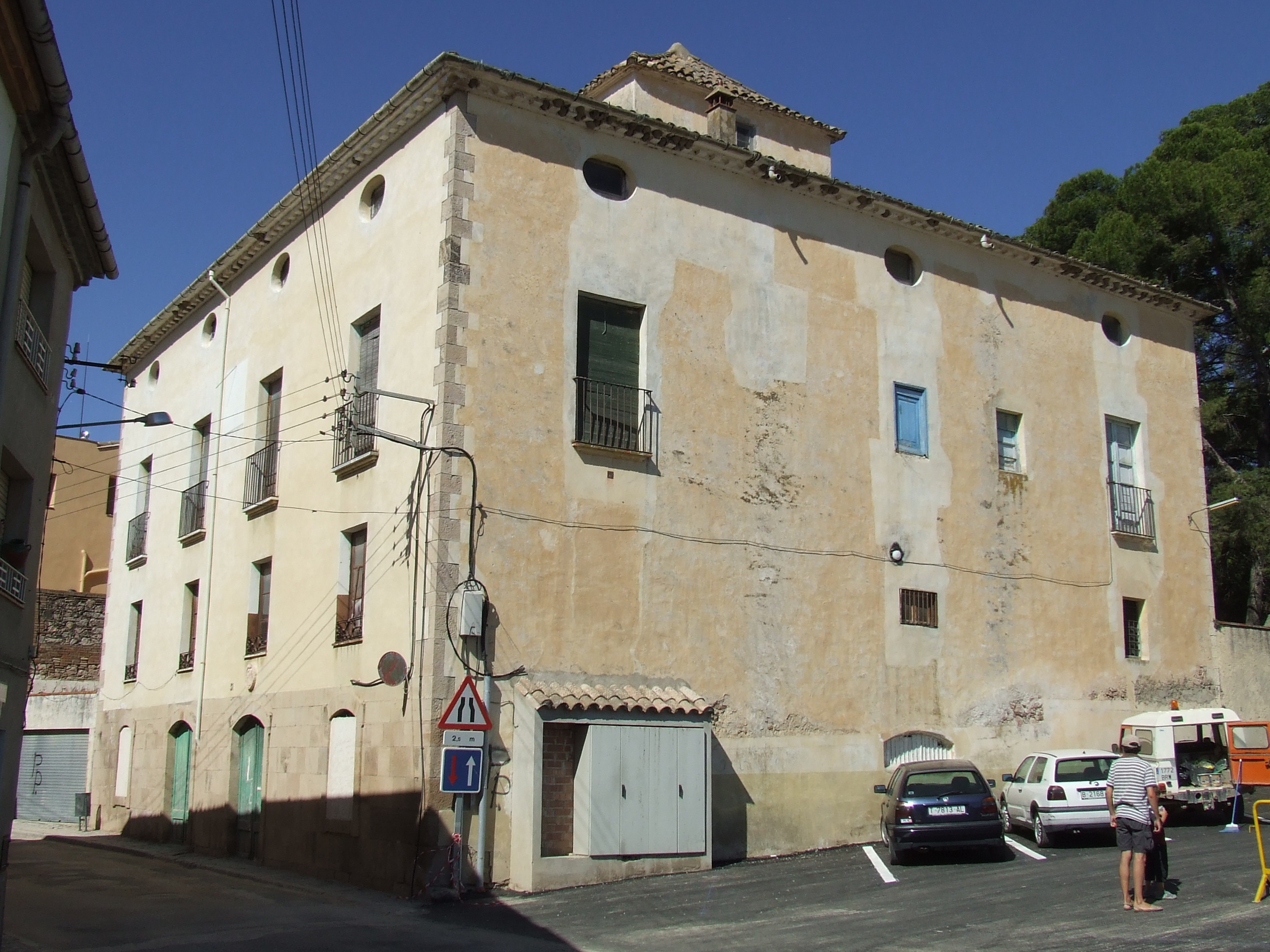
Cal Montagut, al Carrer de Dalt

Les edificacions del municipi bàsicament estan construïdes amb pedra treta del mateix peu de la Miloquera, i formen parets exteriors de considerable gruix. La majoria de cases són de tres plantes, i n'hi ha algunes que tenen obertures amb arcada. Són dignes de veure algunes de les cases del nucli urbà, que daten del segle xviii o principis del XIX, com, per exemple, Cal Montagut.
La Casa de la Vila és una construcció que data de l'any 1888, i consta de tres plantes. Pel mal estat de l'interior de l'edifici, durant el 1998 es van fer obres de restauració i únicament es conserven les parets de pedra exteriors. La resta, ha estat del tot renovat.

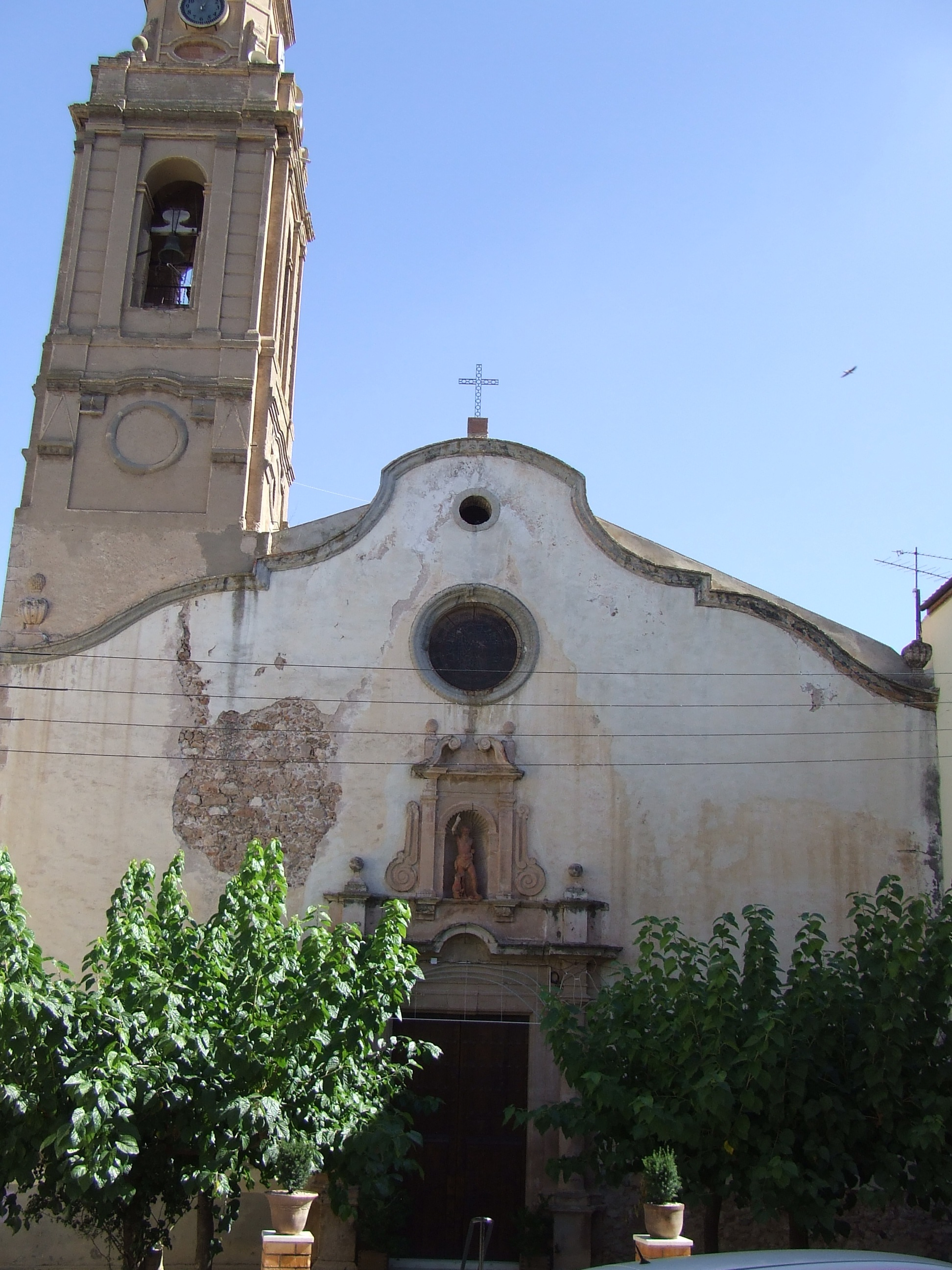
Església parroquial de Santa Maria

L'església de Santa Maria, d'estil neoclàssic, amb elements barrocs, data de mitjans del segle xviii. El campanar disposa de 4 rellotges, que és de l'any 1930. L'escultura de Sant Joan Baptista, ubicada a la fornícula de la façana, damunt de la porta principal, és obra de l'escultor local Marcel·lí Giné i Folch, "Marçà-Giné".
La Cooperativa Agrícola combina la pedra amb el totxo massís vermell, i és de la primera meitat del segle xx.
El Museu Municipal és un edifici de 4 plantes, que data del 1891. L'any 1996 es restaurà i el 1997 es va inaugurar el museu. En el seu interior es pot apreciar el tipus de construcció amb pedra amb què estan construïdes totes les parets exteriors. Està dedicat als escultors Marçà-Giné i Lula Pérez. A la tercera planta hi ha una exposició de restes arqueològiques trobades a la zona per afeccionats del poble, i quadres del pintor Josep Sancho i Piqué, fill del poble (mort el 1959). També hi ha una sala polivalent on es fan exposicions, conferències i reunions.
Al Museu-Celler de Baltasar Vendrell, s'hi exposen estris relacionats amb la vida al camp.
Els rentadors públics són una edificació de l'any 1864, just a la vora de la font pública. Des del 1864 sempre hi ha rajat aigua, nit i dia. Hi ha un abeurador per a animals.

## El terme

### La Miloquera
La Miloquera és un turó que s'alça uns 60 metres quasi en vertical sobre el poble, amb avencs de profunditats superiors als cent metres de traçat vertical i de gran riquesa espeleològica. Hi destaquen l'avenc de l'Heura i el del Cireret. Per arribar-hi, s'ha de seguir el camí del Calvari, lloc idoni per passejar. Primer trobem la Bassa del Castell, lloc d'esplai, i el Mirador. Al final del camí es troba la casa de l'escultor Marçà-Giné. I a dalt del cim, restes del castell i una miranda fantàstica. La pujada per aquest camí, en el darrer tros, és força sobtada.
Un altre camí, més llarg però més planer, surt de la mateixa Bassa del Castell i passa a ran mateix dels avencs esmentats, allunyant-se del poble cap a ponent i circuint tota la base de la Miloquera (hi ha rètols amb la indicació "avencs"). Quan s'arriba al costat oposat del poble, un camí bastant senyalitzat remunta la Miloquera, que per aquest costat presenta una inclinació bastant suau, fins al capdamunt. Quan s'hi és, el poble queda ben bé sota els peus del caminant.

### Indrets interessants
Els paratges naturals del terme són dignes de veure. Es conserva una gran bosquina; hi destaca la zona de les Burgueres, on es poden fer excursions a través del bosc cap a les Coves del Xollat, la Roca del Corb, l'Estret de Catà, la Mola, la Serra de Llaberia i altres indrets, sobretot de l'extrem sud-est del terme.
A l'extrem de llevant del terme, al lloc on coincideixen Capçanes (antigament pertanyent al terme de Tivissa), Colldejou i Marçà, hi ha la Font dels Tres Batlles, amb la Taula també anomenada dels Tres Batlles. És un paratge de gran bellesa, anomenat així perquè antigament era lloc de reunió dels alcaldes dels tres municipis limítrofs, que s'hi reunien per tal de debatre temes polítics d'interès comú.
També en aquesta zona, una mica al nord de la Font dels Tres Batlles, al començament de la Serra de les Soleies, a banda i banda del Barranc de les Trompetes (a prop del lloc per on entra el ferrocarril, a través d'un túnel, en terme de Marçà) hi ha diversos llocs amb traces de la darrera guerra civil: hi havia emplaçades unes bateries d'artilleria, i es conserven sobretot els caus per allotjar-les.
A prop del poble, a llevant, la Pallissa és un petit embassament natural de terra vermella, situat a la conca de la Riera de Marçà. És un lloc idoni per anar-hi a menjar, des d'on es poden iniciar excursions.
Recomanem, en aquest sentit, un mapa del terme municipal de Marçà, editat per l'ajuntament, que explica aquests indrets, i d'altres, i les excursions que es poden organitzar per anar-los a visitar.
També recomanem, i molt, per tal de preparar la visita a Marçà i qualsevol de les excursions que s'hi poden fer, visitar la pàgina personal sobre Marçà que hi ha esmentada en els enllaços externs.

## Història

### Edat antiga
La recerca i els estudis de l'historiador i arqueòleg Salvador Vilaseca i Anguera van obrir la porta al coneixement de la nostra història més antiga. Tenim datades troballes des del Paleolític inferior.
S'han descobert restes en jaciments de superfície i també en coves i balmes: les coves del Xollat, al bell mig de les Burgueres, el Cau del Molí Paperer, la Miloquera i Cal Montagut. El material més abundós és la indústria lítica i la ceràmica, principalment la d'origen romà, que ens fa creure en l'existència d'una vil·la romana.

### Edat mitjana
Al cim de la Miloquera hi ha restes d'un castell que ens recorda la dominació sarraïna, probablement de mitjans del segle ix. Malgrat que els sarraïns arribaren cap al 714, l'assentament fou dificultós per l'orografia del Priorat. També s'hi troben restes d'una església de forma absidal que se situa a finals del romànic, segle XIII. Recerques posteriors han trobat, encara, al cim de la Miloquera, restes preromanes i romanes.
La parròquia de Marçà ja és esmentada en una butlla del Papa Anastasi IV el 1154.
L'any 1153 el castell de Marçà surt esmentat per primera vegada per Ramon Berenguer IV. L'any 1174 el rei Alfons I infeudà el castell a Guillem II de Castellvell. El 1241 la senyoria recaigué en Alamanda, casada amb Guillem d'Entença, i passà al domini de la baronia d'Entença. L'any 1324 Jaume el Just dona el castell de Marçà al seu fill Ramon Berenguer i entrà a formar part del Comtat de Prades. A partir d'aquí, segueix les vicissituds del Comtat.
Al segle xv alguns habitants de Marçà van baixar a viure al peu del turó. Els marçalencs utilitzaren les pedres del poble vell per construir el nou. Finalment el poble s'ubicà definitivament on és actualment durant el segle xviii.

### Edat moderna

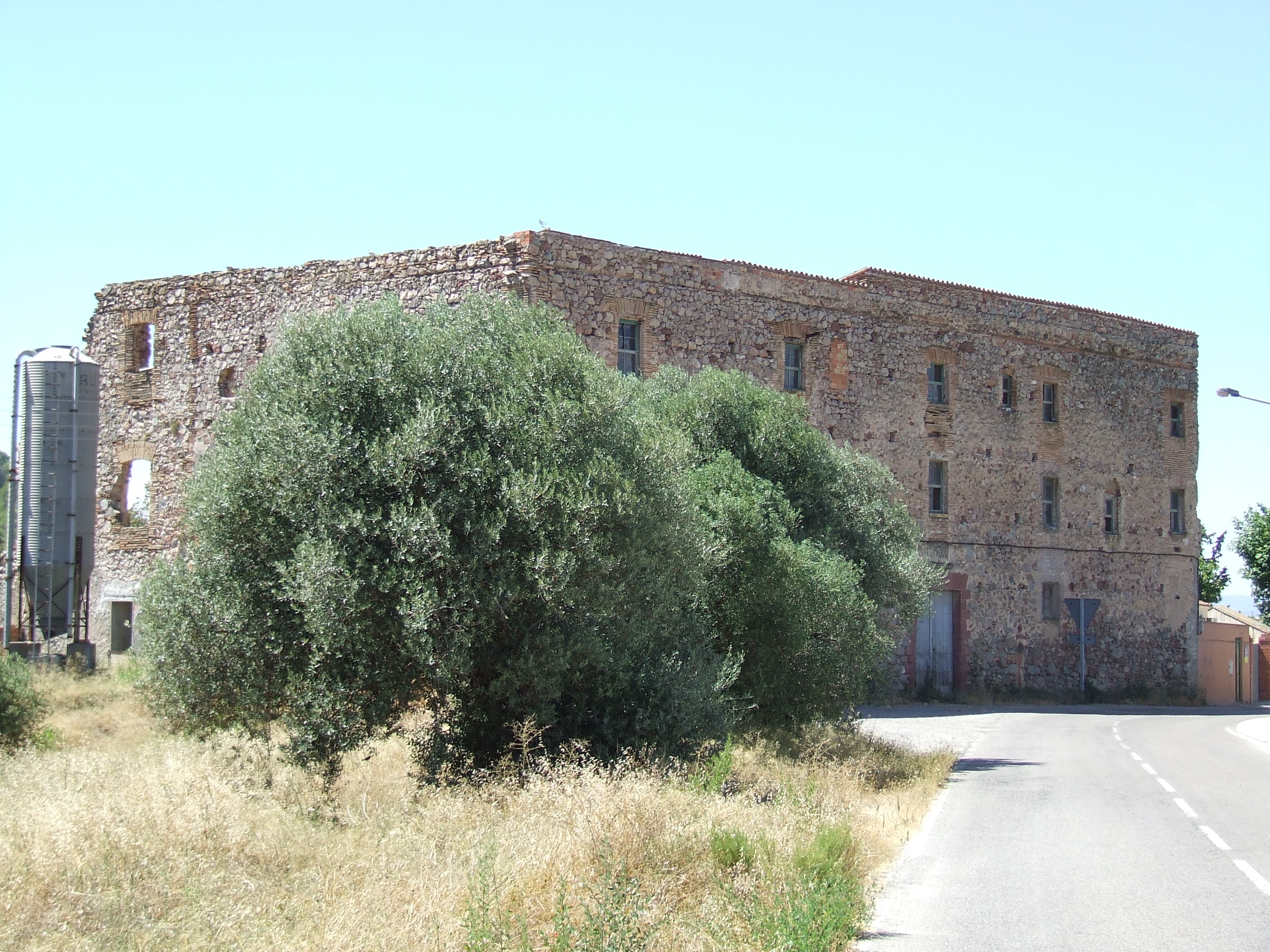
Antic convent de Sant Marçal

L'any 1611, els frares servites fundaren el convent de Sant Marçal als afores del poble. L'edifici fou abandonat durant les guerres de Successió, del Francès i el Trienni Liberal i, definitivament el 1835, fou incendiat i saquejat pels carlins, l'església derruïda, i les seves pedres emprades per a reparar i construir cases al poble. Avui en dia és un edifici ruïnós, del qual sols es pot esmentar un fragment ornamental barroc a la façana.
La construcció d'aquest convent fou a l'inici d'un moment de creixement demogràfic i econòmic, general a tot el país. A Marçà es concretà en la construcció de diversos casals, al llarg dels segles XVIII i xix, com el que ja hem esmentat de Cal Montagut, i algunes obres de caràcter públic, com la font, amb l'abeurador i els safareigs. L'església també correspondria a aquesta època.

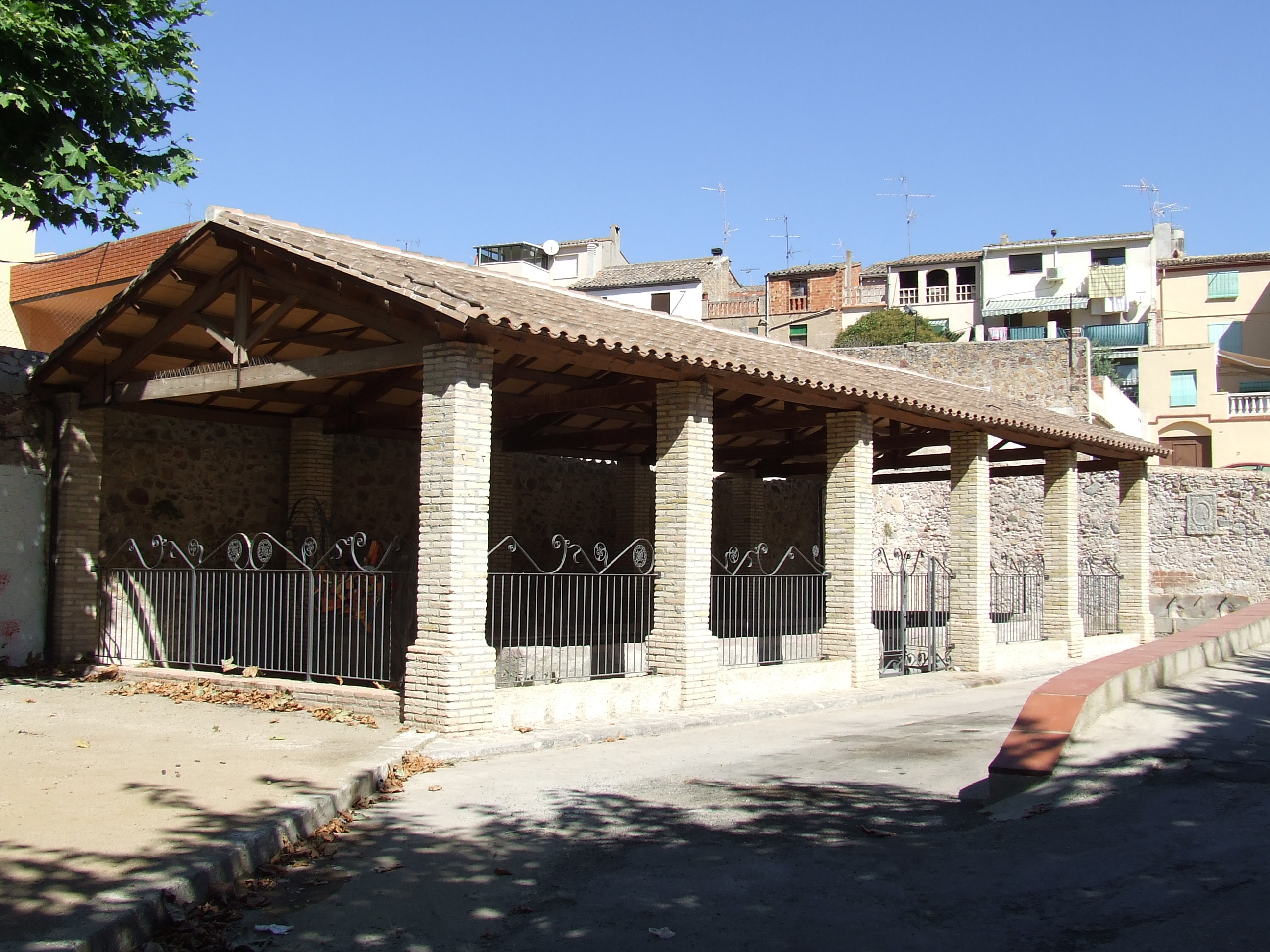
Safareigs, amb abeurador per a animals i font pública (al fons a la dreta)

Malgrat això, amb l'entrada dels Borbons i la implantació del cadastre el poble començà a tenir dificultats per pagar les contribucions, molt altes, sobretot a Catalunya. El guerriller Carrasclet, que visqué durant un temps a Marçà juntament amb la seva esposa, que n'era filla, inicià la seva campanya bèl·lica contra les forces del rei Felip V a ran dels alçaments populars contra el cadastre; després s'afegí a l'exèrcit català partidari de la continuïtat de la Casa d'Àustria, a través de la persona de l'Arxiduc Carles.

### Edat contemporània
A finals del segle xix la plaga de la fil·loxera va fer estralls a la comarca. Marçà, però, no en va sortir tan mal parat, ja que l'arribada del ferrocarril, l'any 1891, va esmorteir la crisi i es convertí durant molts anys en porta d'entrada i sortida de bona part dels productes agraris del Priorat. D'això ve que l'estació tingui una magnitud, per la quantitat de vies que conté, que no es correspon de cap manera amb l'activitat que té en l'actualitat.

#### L'Ajuntament

##### Alcaldes
D'ençà les primeres eleccions democràtiques (1979), Marçà ha tingut els alcaldes següents:
- Delfí Sabaté i Amorós (1979 - 1983)
- Tomàs Carrete i Montagut (1983 - 1991)
- Manel Miralves i Simó (1991 - 1999)
- Joan Francesc Piqué i Barceló (1999 - 2007)
- Josep Maria Piqué i Castellnou (2007 - 2015)
- Maria del Carme i Folch (2015 - 2019)
- Josep Maria Piqué i Castellnou (2019 - actualitat)

##### Regidors
Des del 1979, Marçà ha tingut els regidors següents: Anna Altadill Pallejà, Pere Audí Ferrer, Roser Castellví Giné, Santiago Cortés Ponce, Francesc Escoda Amorós, Gemma Maria Espluga Queixalós, Ángel Estirado Méndez, Sònia Fuguet Folch, Enriqueta Muntané Barceló, Maria Lluïsa Pellejà Pellicer, Sílvia Pérez Bové, Ernest Piqué Amorós, Joan Francesc Piqué Barceló, Josep M. Piqué Castellnou, Joan Riba Pellisé, Pere Rofes Folch, Joan Eusebi Serrano Lázaro i Josep Vaqué Capdevila.

## Activitat econòmica
Marçà és un poble agrícola. La superfície del terme no conreada és ocupada per pasturatges, garriga i bosc. L'agricultura és de secà i el principal conreu és la vinya, seguida de l'olivera, els avellaners i els ametllers. També hi ha granges de pollastres, conills i porcs.
L'any 1913 va ser fundat a Marçà el Sindicat Vinícola del Baix Priorat, i el 1919, el Sindicat Agrícola, que elaboraven cadascun els vins dels seus associats. L'any 1936 es van fusionar els dos sindicats, i es va formar la Cooperativa Agrícola. El 1998, la Cooperativa Agrícola de Marçà s'ha unificat amb la Cooperativa Agrícola de Falset. La nova Cooperativa es dedica a l'elaboració i comercialització de vins sota la denominació d'origen Montsant i de fruits secs.
La resta d'activitats econòmiques es distribueixen en el sector industrial : construcció, confecció, oficis tradicionals, etc., i en el sector terciari : comerços, serveis i turisme. El bon emplaçament geogràfic i la xarxa de comunicació fa que part de la població activa es traslladi a treballar a altres pobles de la comarca o també al Baix Camp i a la Ribera d'Ebre.

## Festes i tradicions
La Festa Major d'estiu se celebra el 15 d'agost en honor de la Mare de Déu.
La Festa de Sant Joan, amb un sopar popular, té també molta personalitat, com a la resta dels Països Catalans.
La Diada de l'11 de setembre, Festa Nacional, se celebra amb un esmorzar popular a la Plaça de Les Arenes.
La Festa Major d'Hivern se celebra el 27 de desembre, i és dedicada a la Mare de Déu de les Malalties, patrona de Marçà. Hi destaca la cantada de les "Completes" a la vetlla, que consisteix en peces musicals històriques, i la processó de "L'aurora," que comença quan just trenca l'alba, i compta únicament amb la participació dels homes. A aquesta processó, n'hi segueixen dues més: la del Rosari i la de Missa Major.
La Festa de Reis, com a tots els pobles catalans, és una festa lluïda i esperada per una part de la població, sobretot la de menys edat.

## Serveis turístics
Segons la Guia de serveis turístics de l'Oficina Comarcal d'Informació Turística del Priorat, Marçà compta amb tres restaurants, tres cases de pagès dedicades a l'agroturisme i l'Agrobotiga de la Cooperativa.

## Comunicacions

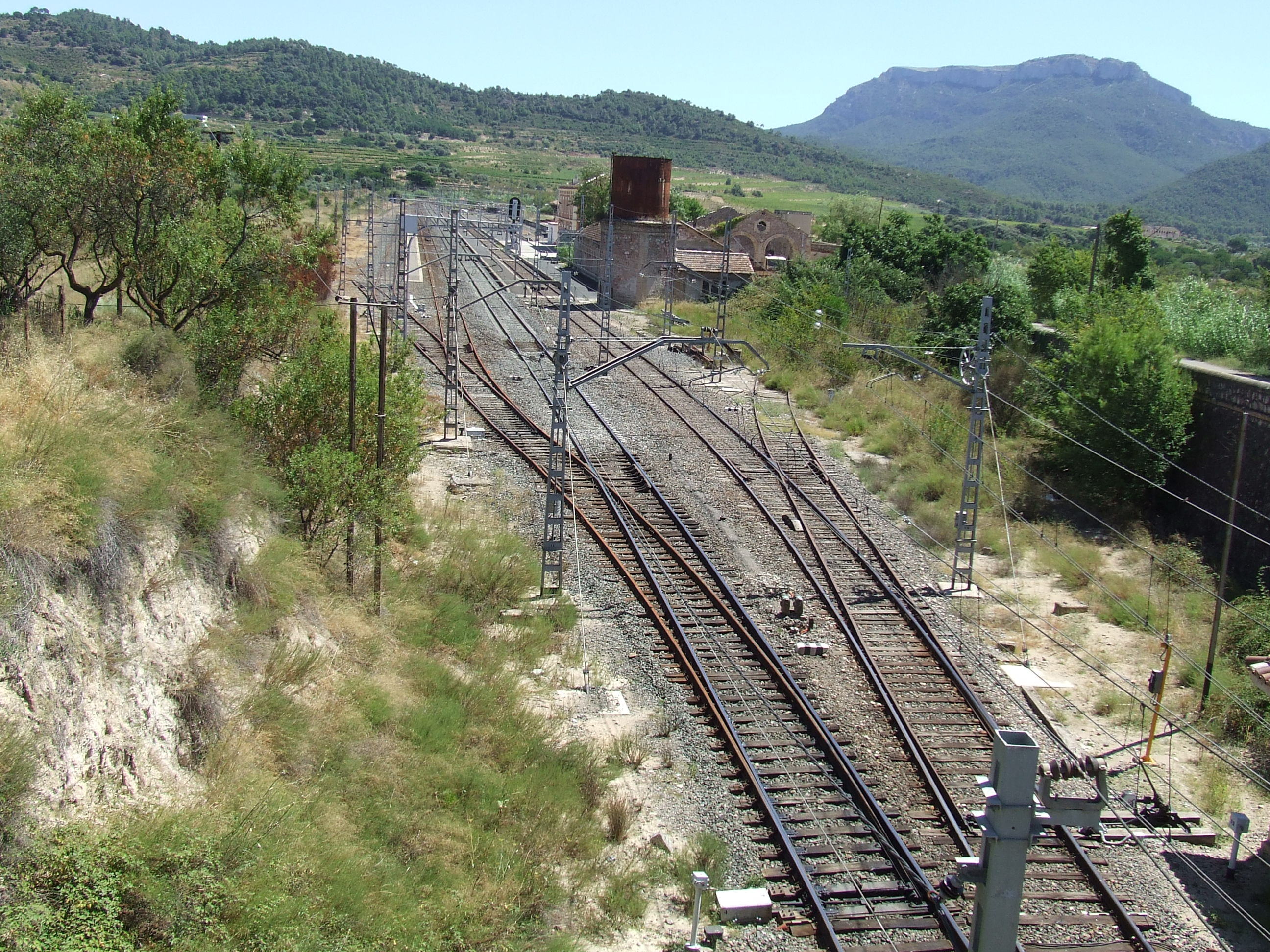
Estació de tren de Marçà-Falset

El terme de Marçà té línia de ferrocarril -la que des de Tarragona s'adreça a Móra la Nova i Saragossa- de la RENFE, on hi ha estació compartida amb Falset, dins del terme de Marçà.
Mitja dotzena de trens diaris en cada direcció enllacen Marçà amb la resta d'estacions, tot i que cadascun d'ells pot tenir un destí diferent en direcció ponent (Saragossa, Casp, Flix o Móra la Nova, sortint tots ells de Barcelona, passant per Reus i Tarragona), o un origen diferent en direcció llevant (tots, però, passen per les grans ciutats que acabem d'esmentar) i tenir parada o no a les estacions considerades secundàries.
A més, la carretera T-300 enllaça Falset amb Marçà, la TV-3001 Marçà amb la Torre de Fontaubella, i la TV-3002, Marçà amb Capçanes. A part d'aquestes, travessa el terme la N-420 (Tarragona-Còrdova), que passa una mica allunyada del poble. D'aquesta carretera, a l'extrem de ponent del terme, arrenca la T-734 (N-420, a Marçà-el Masroig). També hi ha la curta carretera T-363, de poc més d'un quilòmetre, que enllaça la N-420 amb el poble.
A l'interior del terme, i connectant amb els pobles veïns, hi ha diversos camins rurals en força bon estat, si bé solen ser molt estrets.
Segons la Guia de mobilitat en transport públic de la Generalitat de Catalunya, no hi ha cap servei públic d'autobusos que tingui parada a Marçà.

## Demografia
| 1497 f | 1515 f | 1553 f | 1717 | 1787 | 1857  | 1877  | 1887  | 1900  | 1910  |
| ------ | ------ | ------ | ---- | ---- | ----- | ----- | ----- | ----- | ----- |
| 21     | 31     | 32     | 174  | 760  | 1.064 | 1.181 | 1.383 | 1.261 | 1.263 |

| 1920  | 1930  | 1940  | 1950  | 1960  | 1970 | 1981 | 1990 | 1992 | 1994 |
| ----- | ----- | ----- | ----- | ----- | ---- | ---- | ---- | ---- | ---- |
| 1.249 | 1.129 | 1.054 | 1.010 | 1.011 | 723  | 637  | 609  | 569  | 569  |

| 1996 | 1998 | 2000 | 2002 | 2004 | 2006 | 2008 | 2010 | 2012 | 2014 |
| ---- | ---- | ---- | ---- | ---- | ---- | ---- | ---- | ---- | ---- |
| 611  | 610  | 600  | 617  | 587  | 653  | 651  | 653  | 638  | 611  |

| 2016 | 2018 | 2020 | 2022 | 2024 | 2026 | 2028 | 2030 | 2032 | 2034 |
| ---- | ---- | ---- | ---- | ---- | ---- | ---- | ---- | ---- | ---- |
| 586  | 599  | 600  | 593  | 598  | -    | -    | -    | -    | -    |